# Лубна Ага
Лубна Ага (енгл. Lubna Agha; 2. мај 1949 — Бруклајн, 6. мај 2012) била је јужноазијска уметница опредељена приказивању модерне исламске уметности, као и концептуалне азијске уметности.

## Биографија
Излагала је своје радове широм света у музејима и галеријама. Доживела је успех како у родном Пакистану, тако и у Британији, Јапану, Јордану, Швајцарској, и САД -у. Њене минијатурне слике и калиграфски радови карактеризују модеран азијски свет и исламску уметност, а Агине последње слике црпе инспирацију из старе азијске архитектуре и традиционалног ручног рада муслимана као што су обрада дрвета, метални радови, и продукција текстила.
Била је велики љубитељ орнамента, као и геометријских облика, који су највише заступљени у њеним радовима.
Њен стил су најчешће радови рађени уљем на дрвету, стрпљиво формирајући пикселе и геометријске облике да би пробудили осећај мистичних мозаика, али је неретко радила и на металној подлози. 
Њени радови се могу наћи у Бредфордовом музеју, у Британији, Пакистану, али и у галерији финих уметности у Јордану. Као један од водећих азијских уметника, а и као једна од ретких пакистанских жена уметница, Ага заузима значајно место у историји уметности, изградивши већ извесно поштовање и дивљење других колега уметника. 
Своје последње године живота и стваралаштва провела је у Бруклину, Масачусетс, САД.